# Armstrong megye (Texas)
Armstrong megye az Amerikai Egyesült Államokban, azon belül Texas államban található. Megyeszékhelye és legnagyobb városa Claude. Lakosainak száma 1848 fő (2020. április 1.). Armstrong megye Carson, Gray, Donley, Briscoe, Swisher, Randall és Potter megyékkel határos.

## Népesség
A megye népességének változása:
| Lakosok száma | 1902 | 1934 | 1948 | 1949 | 1947 | 1848 |
|               | 2010 | 2011 | 2012 | 2013 | 2015 | 2020 |